# Хохлаоя
Хохлаоя — река в России, протекает по Калевальскому району Карелии.
Протекает через озеро Большое Хохла, вдали от населённых пунктов. Устье реки находится в 123 км по левому берегу реки Кепа, в 14 км северо-восточнее посёлка Куусиниеми. Длина реки составляет 20 км, площадь водосборного бассейна 52,3 км².

## Данные водного реестра
По данным государственного водного реестра России относится к Баренцево-Беломорскому бассейновому округу, водохозяйственный участок реки — Кемь от Юшкозерского гидроузла до Кривопорожского гидроузла. Речной бассейн реки — бассейны рек Кольского полуострова и Карелии, впадает в Белое море.
Код объекта в государственном водном реестре — 02020000912102000004355.